# Гласовни фахови
Гласовни фах (мн. Fächer) систем је класификовања певача, претежно оперских, према распону, тежини и боји гласа. Претежно се користи у Европи, паралелно са италијанском поделом гласова. Обе класификације су дате овде паралелно.
Певач чији глас припада једном фаху може без проблема да пева улоге тог фаха, а ретки су певачи који могу певати неколико фахова. Ипак, ни тада није сваки једнак по квалитету и увек се један од фахова истиче као најбољи код певача, док други варирају од успешнијих ка мање успешним извођењима. 

## Сопранскифах
За сâм глас видети: Сопран

### 
Познат још и као младо-лирски сопран је богат, покретљив глас високог домета. Потребно је да глас буде богат јер код већине улога, највише мелодија се налази у средњем регистру, а високи тонови нису чести. Ако сопран овог фаха има јаке и сигурне висине и глас покретљив и у том регистру, може певати и улоге следећег, колоратурног фаха.
Улоге за овај глас су (између осталих):
| Мизета  | Боеми            | Ђакомо Пучини           |
| Лаурета | Ђани Скики       | Ђакомо Пучини           |
| Нанета  | Фалстаф          | Ђузепе Верди            |
| Сузана  | Фигарова женидба | Волфганг Амадеус Моцарт |
| Деспина | Тако чине све    | Волфганг Амадеус Моцарт |
| Церлина | Дон Ђовани       | Волфганг Амадеус Моцарт |

Познати субрет сопрани су Илеана Котрубаш (Ileana Cotrubaş)

### Колоратурни сопран
Познат још и као лирски колоратурни сопран, врло покретљив, блистав глас са проширеним горњим регистром. Основна разлика у односу на претходно описан субрет је могућност певања екстремно високих тонова, брзих колоратурних пасажа и нешто звонкији и чистији глас у висинама. 
Улоге за овај глас су (између осталих):
| Ђилда    | Риголето          | Ђузепе Верди     |
| Розина   | Севиљски берберин | Ђоакино Росини   |
| Манон    | Манон             | Жил Масне        |
| Оскар    | Бал под маскама   | Ђузепе Верди     |
| Норина   | Дон Пасквале      | Гаетано Доницети |
| Олимпија | Хофманове приче   | Жак Офенбах      |
| Софија   | Каваљер с ружом   | Рихард Штраус    |

Познати лирски колоратурни сопрани су Беверли Силс (Beverly Sills), Лили Понс (Lilly Pons), Роберта Петерс (Roberta Peters), Кетлин Бетл (Kathleen Battle) и друге.

### Драмски колоратурни сопран
Покретљив глас, племенитог тона са проширеним горњим регистром, мало загаситије боје него код лирске колоратуре. Две улоге у којима су написани највиши тонови за овај глас су Краљица Ноћи у Моцартовој „Чаробној фрули” (у арији O zitt're nicht, mein liber Sohn!... Du wirst sie zu befreien gehen је то тон 3) и Лучија у Доницетијевој „Лучија од Ламермура” (у сцени лудила у III чину је то тон e♭3). Певачи овог фаха могу временом прећи у лирско-колоратурни фах.
- Арија Краљице Ноћи из „Чаробне фруле”
- Сцена лудила Лучије у „Лучији од Ламермура”

Улоге за овај глас су (између осталих):
| Виолета Валери | Травијата           | Ђузепе Верди            |
| Лучија         | Лучија од Ламермура | Гаетано Доницети        |
| Краљица Ноћи   | Чаробна фрула       | Волфганг Амадеус Моцарт |
| Маргарета      | Фауст               | Шарл Гуно               |
| Норма          | Норма               | Винченцо Белини         |
| Одабела        | Атила               | Ђузепе Верди            |
| Неда           | Пајаци              | Руђеро Леонкавало       |
| Доња Елвира    | Дон Ђовани          | Волфганг Амадеус Моцарт |
| Фјордиђиљи     | Тако чине све       | Волфганг Амадеус Моцарт |

Познати драмски колоратурни сопрани су Кристина Дојтком (Christina Deutekom), Џоун Сатерленд (Joan Sutherland), Џун Андерсон (June Anderson), Едита Груберова (Edita Gruberová), Маријела Девија (Mariella Devia). Марији Калас је ово био основни фах иако је она певала и друге, како лирске, тако и драмске фахове са мање или више успеха.

### Лирски сопран
Зван још и високи сопран, нежан, мекан глас племените боје и широке покретљивости који може да издржи мелодијске линије пуним гласом и пуним легатом. Улоге лирског сопрана могу певати и певачи следећег, младо-драмског фаха у развоју. Многи лирски сопрани XX века су певали и неке улоге драмског фаха, али иако распонски могу постићи те улоге, ипак им фали драматична, метална боја тог фаха. 
Улоге за овај глас су (између осталих):
| Мими        | Боеми               | Ђакомо Пучини           |
| Лју         | Турандот            | Ђакомо Пучини           |
| Памина      | Чаробна фрула       | Волфганг Амадеус Моцарт |
| Микаела     | Кармен              | Жорж Бизе               |
| Ђула        | Еро с онога свијета | Јаков Готовац           |
| Доња Елвира | Ернани              | Ђузепе Верди            |

Познати лирски сопрани су Мирела Френи (Mirella Freni), Елизабет Шварцкоф (Elizabeth Schwarzkopf), а од домаћих сопрана су најбоље биле Ирена Давосир Матановић и Вера Ковач-Виткаи, које су успешно певале и улоге лирских (Норма, Виолета, Неда) и драмских фахова (Тоска, Абигаела, Десдемона, Леонора).

### Младо-драмски сопран
Зван још и спинто сопран, снажан глас јаке мелодијске линије, способан за драматичне изливе кроз саму боју гласа. Певачи овог гласа скоро редовно са сазревањем гласа прелазе у праве драмске сопране. 
Улоге за овај глас су (између осталих):
| Десдемона | Отело           | Ђузепе Верди         |
| Леонора   | Трубадур        | Ђузепе Верди         |
| Татјана   | Евгеније Оњегин | Петар Иљич Чајковски |
| Маржењка  | Продана невеста | Беджих Сметана       |
| Елза      | Лоенгрин        | Рихард Вагнер        |
| Елизабета | Танхојзер       | Рихард Вагнер        |

Познати спинто сопрани су Марија Калас (Maria Callas), Монтсерат Кабаје (Montserrat Caballé), Рената Тебалди (Renata Tebaldi), Леонтин Прајс (Leontyne Price), Шерил Стадер (Cheryl Studder), Карол Ванес (Carol Vaness), Зинка Кунц-Миланов и друге.

### Карактерни сопран
Зван још и Zwischenfach, представља глас који комбинује карактеристике лирских са драмским могућностима младо-драмских и драмских сопрана. Овакав глас, који није чест, иако многи сопрани покушавају да га изграде, поред могућности певања највећих сопранских улога (Манон, Мими, Тоска, Анђелика, Ћо-Ћо-Сан, Виолета...), могу успешно изводити и мецосопранске улоге (Кармен, Сантуца...). Овај фах није почетнички, већ се мора изградити током каријере. Неки мецосопрани су успели да прошире свој распон до сопранског, али да задрже тамну боју и драматичност свог основног фаха, па су, као на пример Ширли Верет, успешно изводиле улоге драмских сопрана, као што је нпр. Леди Магбет.
Улоге за овај глас нису посебно писане већ варирају између лирских и драмских улога.
Познати певачи су (мецосопрани) Ширли Верет (Shirley Verrett), Грејс Бамбри (Grace Bumbry), Марија Евинг (Maria Ewing) и (сопрани) Регина Ресник (Regina Resnik) и Хелга Дернеш (Helga Dernesch).

### Драмски сопран
Широк глас, металног тембра, продорних јачина, са великим драмском бојом. Велике улоге Вердија, Пучинија, као и Штрауса су писане за овај фах. Драмски сопран има јак, метални горњи регистар и изражајан и таман доњи регистар. Док се други сопрански фахови често губе у доњем регистру, немају довољно снаге да га испевају, код драмског сопрана је он јак као и средњи регистар.
Улоге за овај глас су (између осталих):
| Аида      | Аида                 | Ђузепе Верди   |
| Елизабета | Дон Карлос           | Ђузепе Верди   |
| Абигаела  | Набуко               | Ђузепе Верди   |
| Тоска     | Тоска                | Ђакомо Пучини  |
| Леонора   | Моћ судбине          | Ђузепе Верди   |
| Сантуца   | Кавалерија рустикана | Пјетро Маскањи |
| Амелија   | Бал под маскама      | Ђузепе Верди   |
| Ћо-Ћо-Сан | Мадам Батерфлај      | Ђакомо Пучини  |
| Аријадна  | Аријадна на Наксосу  | Рихард Штраус  |

Познати спинто сопрани су Сена Јуринац (Sena Jurinac), Биргит Нилсон (Birgit Nilsson), Хилдегард Беренс (Hildegard Behrens), Ева Мартон (Eva Marton), а од домаћих драмских сопрана најпознатија је Радмила Бакочевић.

### Вагнеријански сопран
Познат још и као Високодрамски сопран је велик, тежак и продоран глас са широким средњим и доњим регистром уз јаке, али и даље тамне тонове високог регистра. Улоге писане за овај глас се претежно налазе у Вагнеровим операма, те су тако добиле име, иако и код других композитора има захтева за овим фахом.
Широк глас, металног тембра, продорних јачина, са великим драмском бојом. Велике улоге Вердија, Пучинија, као и Штрауса су писане за овај фах. Драмски сопран има јак, метални горњи регистар и изражајан и таман доњи регистар. Док се други сопрански фахови често губе у доњем регистру, немају довољно снаге да га испевају, код драмског сопрана је он јак као и средњи регистар.
Ипак, певач који може да пева улоге овог фаха не мора да успешно интерпретира улоге у Вагнеровим операма јер, за разлику од италијанског bel canta, tessitura улога је померена навише и већи део улоге се налази у високом средњем регистру без честих високих тонова, уз нужно певано декламовање, што веома умара глас, а како Вагнерове опере трају у просеку четири сата, за певање ових улога, поред врхунске технике, потребна је и физичка снага.
Такав пример је Зиглинда у Вагнеровим „Валкирама”, у ариозу Der Männer Sippe из првог чина, који садржи чак 13 h тонова мале октаве који припадају доњем делу алтовског регистра, а од тога је 11 тонова у четири такта које сопрани морају да отпевају, а не само да 'закаче':
- Ариозо Зиглинде из „Валкира”

Der Männer sippeⓘ
Улоге за овај глас су (између осталих):
| Брунхилда Зиглинда | Валкира Сумрак богова Зигфрид | Рихард Вагнер |
| Електра            | Електра                       | Рихард Штраус |
| Изолда             | Тристан и Изолда              | Рихард Вагнер |
| Зента              | Холанђанин луталица           | Рихард Вагнер |
| Турандот           | Турандот                      | Ђакомо Пучини |
| Амелија            | Бал под маскама               | Ђузепе Верди  |
| Леди Магбет        | Магбет                        | Ђузепе Верди  |
| Ћо-Ћо-Сан          | Мадам Батерфлај               | Ђакомо Пучини |
| Аријадна           | Аријадна на Наксосу           | Рихард Штраус |

Познати сопрани су Биргит Нилсон касније у каријери (Birgit Nilsson), Ева Тарнер (Eva Truner), Ева Мартон данас (Eva Marton), Гена Димитрова (Гена Димитрова), Гвинет Џоунс (Gwyneth Jones), Линда Келм ('), Кирстен Флагштад (Kirsten Flagstad).

## Мецосопранскииалтовскифах
За сâм глас видети: Мецосопран и Алт

### Колоратурни мецосопран
Колоратурни мецосопрани имају веома покретљив глас у вишем регистру, где се од њих захтева виртуозност у извођењу брзих музичких пасажа. Познати колоратурни мецосопрани су: Чечилија Бартоли, Тереза Берганца, Мерлилин Хорн и Елина Гаранча.

### Лирски мецосопран
Познат још и као Spielalt (нем. мелодијски алт) изражајан и покретљив глас, сличан субрету код сопрана, широке легато мелодијске линије. Боја лирских мецосопрана није тамна као код осталих, нижих, фахова. Такође, имају готово плачан глас. Нису ријетке улоге дјечака или анђела.
Улоге за овај глас су (између осталих):
| Розина   | Севиљски берберин | Ђоакино Росини          |
| Керубин  | Фигарова женидба  | Волфганг Амадеус Моцарт |
| Никлаус  | Хофманове приче   | Жак Офенбах             |
| Пепељуга | Пепељуга          | Ђоакино Росини          |
| Шарлота  | Вертер            | Жил Масне               |
| Зибел    | Фауст             | Шарл Гуно               |
| Фенена   | Набуко            | Ђузепе Верди            |

Познати лирски мецосопрани су Фредерика фон Штаде (Frederica von Stade), Лучија Валентини-Терани (Lucia Valentini-Terrani) и друге.

### Драмски мецосопран
Покретљив глас металног тембра јаког горњег регистра и тамне боје у доњем регистру. За овај глас су писане највеће улоге мецосопрана у опери.
Улоге за овај глас су (између осталих):
| Еболи   | Дон Карлос      | Ђузепе Верди     |
| Леонора | Фаворита        | Гаетано Доницети |
| Далила  | Самсон и Далила | Камиј Сен-Санс   |
| Амнерис | Аида            | Ђузепе Верди     |
| Кармен  | Кармен          | Жорж Бизе        |

Познати драмски мецосопрани су Фјоренца Косото (Fiorenza Cosotto), Ђулијета Симионато, Татјана Тројанос (Tatiana Troyanos), Мерилин Хорн и друге, а од домаћих је најпознатија и најквалитетнија Бисерка Цвејић.

### Лирски алт
Покретљив глас металног тембра јаког горњег регистра и тамне боје у развијеном доњем регистру. Овај фах је често комбинован са следећим, дубоким алтом и резервисан је за зреле певаче, развијеног распона и сигурног гласа.
Улоге за овај глас су (између осталих):
| Ацучена   | Трубадур        | Ђузепе Верди  |
| Улрика    | Бал под маскама | Ђузепе Верди  |
| Валтројта | Сумрак богова   | Рихард Вагнер |
| Кармен    | Кармен          | Жорж Бизе     |

Познати певачи овог фаха су Фјоренца Косоро (Fiorenza Cosotto), Ђулијана Симионато, Татјана Тројанос (Tatiana Troyanos), Мерлин Хорн и друге.

### Драмски (дубоки) алт
Дубоки или само алт је широк, јак глас развијеног доњег регистра. Иако певач овог фаха може певати улоге драмског алта, обрнуто није случај, јер улоге дубоког алта захтевају јаке дубине које залазе у распон мушких гласова.
Улоге за овај глас су (између осталих):
| Ерда        | Рајнско злато |
| Зита        | Ђани Скики    |
| Трећа Дама  | Чаробна фрула |
| Дама Квикли | Фалстаф       |

Познати алти су Флоренс Куивар (Florens Quivar), Кетлин Ферије (Kathleen Ferrier) и друге.

## Тенорскифах
За сâм глас видети: Тенор

NB Сви наведени распони реално звуче октаву ниже од написаног

### Буфо тенор
Познат још и као , мањи, изражајан глас, комичног призвука, лакша варијанта лирског тенора. Млађи буфо тенор са годинама може прећи у фах лирског тенора.
Улоге за овај глас су (између осталих):
| Педриљо    | Отмица из Сараја             |
| Бепо       | Пајаци                       |
| Вашек      | Продана невеста              |
| Моностатос | Чаробна фрула                |
| Давид      | Мајстори певачи из Нирнберга |
| Миме       | Рајнско злато                |

Познати тенори су Герхард Унгер (Gerhard Unger), Петер Шрајер (Peter Schreier) и други.

### Лирски тенор
Познат још и као Hohertenor, покретљив глас меког тембра и широког распона. Овај фах се може поделити у две категорије: тенора леђеро (ит. leggiero) и вишег, тзв. италијанског тенора. Основна разлика се прави при избору улога, те се италијанском дају теже, а леђеро тенору лакше улоге. Ипак, чести су тенори који обједињују ова два под-фаха. 
Улоге за овај глас су (између осталих):
| Алмавива           | Севиљски берберин   |
| Неморино           | Љубавни напитак     |
| Алфред             | Травијата           |
| Тамино             | Чаробна фрула       |
| Родолфо            | Боеми               |
| Војвода од Мантове | Риголето            |
| Едгардо            | Лучија од Ламермура |
| Ленски             | Евгеније Оњегин     |
| Б. Ф. Пинкертон    | Мадам Батерфлај     |
| Фауст              | Фауст               |

Познати певачи су Франческо Араиза (Francesco Araiza), Крис Мерит (Chriss Merritt), Станфорд Олсен ('"Stanford Olsen), Алфредо Краус (Alfredo Kraus), Хосе Карерас (José Carreras), Нил Шихоф (Neil Schicoff) и други.

### Карактерни тенор
Типичан тенорски Zwischenfach, металног тона и способан за чисту декламацију, изражене јачине. Улоге овог гласа углавном покривају озбиљније улоге лирског тенора и улоге спинто тенора

### Спинто тенор
Познат још и као младо-херојски тенор, глас велике ширине, металног тембра и покретљивих пасажа, чистих висина. Разделница је између лирског и драмског тенора, иако не може певати све улоге из тих фахова.
Улоге за овај глас су (између осталих):
| Радамес    | Аида                 |
| Манрико    | Трубадур             |
| Каварадоси | Тоска                |
| Дон Хосе   | Кармен               |
| Канио      | Пајаци               |
| Дон Карлос | Дон Карлос           |
| Лоенгрин   | Лоенгрин             |
| Ленски     | Евгеније Оњегин      |
| Туриду     | Кавалерија рустикана |
| Калаф      | Турандот             |

Познати тенори су Николај Геда (Nicholai Gedda), Франко Корели (Franco Corelli), Енрико Карузо (Enrico Caruso), Бенјамино Ђиљи (Beniamino Gigli), Ђуси Бјерлинг (Jüssi Børling), Ђузепе ди Стефано (Giuseppe di Stefano), Карло Бергонци (Carlo Bergonzi), Франко Корели (Franco Corelli), Марио дел Монако (Mario del Monaco), Пласидо Доминго (Placido Domingo) и Лучано Павароти (Luciano Pavarotti).

### Драмски тенор
Познат некад као тенор-баритон, је јак глас израженог доњег и средњег регистра, претежно глас вагнеровског типа.
Улоге за овај глас су (између осталих):
| Зигфрид   | Сумрак богова Зигфрид |
| Отело     | Отело                 |
| Флорестан | Фиделио               |
| Парсифал  | Парсифал              |
| Ирод      | Салома                |
| Танхојзер | Танхојзер             |

Познати тенори су Џон Викерс (John Vickers), Лауриц Мелхиор (Lauritz Melchior), Бен Хепнер (Ben Heppner), Гери Лејкс (Gary Lakes) и други.

## Баритонскифах
За сâм глас видети: Баритон

### Лирски баритон
Познат још и као Spielbariton, суптилан, покретљив глас са благо проширеним горњим регистром. Високи тонови регистра су чести у улогама за овај глас.
Улоге за овај глас су (између осталих):
| Фигаро   | Севиљски берберин |
| Гроф     | Фигарова женидба  |
| Силвио   | Пајаци            |
| Папагено | Чаробна фрула     |
| Белкоре  | Љубавни напитак   |
| Валентин | Фауст             |

Познати лирски баритони су Херман Прај (Herman Prey), Ђино Беки (Gino Bechi) и други.

### Каваљер-баритон
Глас металног тембра, погодан и за лирске и за драмске пасаже, племените боје и изражајности.
Улоге за овај глас су (између осталих):
| Оњегин     | Евгеније Оњегин  |
| Жермон     | Травијата        |
| Дон Ђовани | Дон Ђовани       |
| Фигаро     | Фигарова женидба |

Познати баритони су Ербехард Вехтер (Erbehard Wächter), Дмитри Хворостовски (Дмитрий Хворостовски/Dmitri Hvorostovsky), Хакан Хагегард (Håkan Hagegård) и други.

### Карактерни баритон
Познат још и као вердијански баритон, снажан глас, великог распона, тешког доњег регистра. Овај глас је предвиђен за већину великих улога Вердијевог и Пучинијевог опуса.
Улоге за овај глас су (између осталих):
| Маркиз Родриго Поса | Дон Карлос           |
| Тонио               | Пајаци               |
| Магбет              | Магбет               |
| Рене                | Бал под маскама      |
| Јаго                | Отело                |
| Риголето            | Риголето             |
| Барон Скарпија      | Тоска                |
| Гроф Луна           | Трубадур             |
| Набуко              | Набуко               |
| Алфио               | Кавалерија рустикана |

Познати баритони су Леонард Ворен (Leonard Warren), Шерил Милнс (Sherill Milnes), Еторе Бастинијани (Ettore Bastiniani), Тито Гоби (Tito Gobbi), Ренато Брусон (Renato Bruson), Пјеро Капучили (Piero Cappuccilli), Лео Нучи (Leo Nucci), Паоло Кони (Paolo Coni), Ђорђо Занканаро (Giorgio Zancanaro), Роберт Мерил (Robert Merrill).

### Херојски баритон/Бас баритон
Познат раније као високи бас данас као бас-баритон, снажан и богат глас, носећег средњег регистра али тежак и слабо покретљив са не тако јаким висинама. Постоје лирски и драмски херојски баритони. Овај фах је настао у немачкој опери, али се користи и за теже улоге Вердијевих и Пучинијевих опера. 
Улоге за овај глас су (између осталих):
| Магбет         | Магбет   |
| Амонасро       | Аида     |
| Барон Скарпија | Тоска    |
| Амфортас       | Парсифал |
| Вотан          | Валкира  |
| Фалстаф        | Фалстаф  |

Познати херојски баритони су Џорџ Лондон (George London), Рудолф Бокелман (Rudolf Bockelmann), Фридрих Шор (Fridrich Schorr), Томас Стјуарт (Thomas Stuart), Доналд МекИнтајер (Donald McIntyre), Џејмс Морис (James Morris).

## Басовскифах
За сâм глас видети: Бас

### Буфо бас
Познат још и као , мањи, покретљив и изражајан глас, погодан за карактеризацију и брзе згуснуте пасаже. 
Улоге за овај глас су (између осталих):
| Дон Бартоло | Севиљски берберин |
| Пасквале    | Дон Пасквале      |
| Силвио      | Пајаци            |
| Дулкамара   | Љубавни напитак   |

Познати буфо басови су Франко Корена (Franco Corena), Итало Тахо (Italo Tajo) и други.

### Тежак буфо бас
Познат још и као schwerer Spielbaß, јак, покретљив и изражајан глас, широке карактеризације. У улози Осмина из „Отмица из Сараја”, је написана и најнижа басовска деоница, чак до тона D у великој октави.
- Осминова арија из „Отмице из Сараја”

Улоге за овај глас су (између осталих):
| Дон Базилио | Севиљски берберин |
| Осмин       | Отмица из Сараја  |
| Фалстаф     | Фалстаф           |
| Кецал       | Продана невеста   |

Познати басови су Александер Кипнис (Alexander Kipnis), Курт Буме (Kurt Böhme) и други.

### Карактерни бас
Познат још и као бас-баритон, изражајан глас проширеног опсега, чврстих висина и јаког средњег и доњег регистра.
Улоге за овај глас су (између осталих):
| Варлаам           | Борис Годунов |
| Зунига            | Кармен        |
| Ферандо           | Трубадур      |
| Велики Инквизитор | Дон Карлос    |
| Банко             | Магбет        |
| Мефисто           | Фауст         |
| Атила             | Атила         |

Познати басови су Жозе ван Дам (Josè van Dam), Семјуел Рејми (Samuel Ramey), Руђеро Рајмонди (Ruggiero Raimondi) и други.

### Озбиљни бас
Познат још и као basso cantabile, изражајан глас тамне боје и јаког доњег регистра. У улоге овог фаха се убрајају веће басовске улоге, али и мање улоге бас-баритонског фаха. 
Улоге за овај глас су (између осталих):
| Филип II | Дон Карлос          |
| Гремин   | Евгеније Оњегин     |
| Сарастро | Чаробна фрула       |
| Рајмондо | Лучија од Ламермура |
| Борис    | Борис Годунов       |
| Захарија | Набуко              |
| Атила    | Атила               |
| Тимур    | Турандот            |

Познати басови су Чезаре Сјепи (Cesare Siepi), Фјодор Шаљапин (Фёодор Шаляпин), Борис Кристоф (Борис Христов), Николај Ђауров (Николай Гяуров), Марти Талвела (Martti Talvela) и други, а од домаћих су најзапаженији Мирослав Чангаловић и Живан Сарамандић.